# Lazuli
Lazuli es un grupo de rock y rock progresivo francés.

## Historia
Lazuli nació en 1998.
En 1999 su primer álbum toco difícilmente el público.
Raros, los conciertos son un suceso con los espectadores.
El segundo álbum, Amnésie en 2004, permite a Lazuli firmar con Night & Day (grupo de distribución).
El 2 y 3 de julio de 2005, Lazuli gana el Montreux Jazz Festival.
Después de esta "victoria" Lazuli hizo conciertos en Alemania, México, Luxemburgo...

### Fechas importantes
- 1998: Creación del grupo.
- 1999: primer álbum "Lazuli"
- 1999: Concierto al FIMU en Belfort ( Francia)
- 2004: segundo álbum "Amnésie"
- 2 & 3 de julio de 2005: Montreux Jazz Festival ( Suiza)
- 11 de marzo de 2006: Baja Prog Festival en Mexicali ( México)
- 12 de abril de 2006: Concierto al Colos-Saal en Aschaffenberg ( Alemania)
- 5 de agosto de 2006: KOMMZ-Festival en Aschaffenburg ( Alemania)
- 12 de agosto de 2006: Concierto en Bergerac ( Francia), invitado por el grupo Ange.
- 18 de enero de 2007: Colos-Saal en Aschaffenburg ( Alemania)

## Miembros del grupo
- Claude Leonetti (Léode)
- Dominique Leonetti (cantante, guitarra)
- Gédéric Byar (guitarra)
- Fred Juan (marimba, percusiones)
- Sylvain Bayol (stick chapman, warr guitar)
- Yohan Simeon (percusiones)

## Discografía
- Lazuli (1999)
- Amnésie (2004)
- En Avant Doute (2007)
- Response Incongrue a l'ineluctable (2009)
- ( 4603 battements ) (2011)
- Tant que l'herbe est grasse (2014)
- Nos âmes saoules (2016)
- Saison 8 (2018)
- Le Fantastique Envol De Dieter Böhm (2020)